# Tayyibiten
Die Tayyibiten (aṭ-Ṭayyibiyya) sind neben den Hafiziten einer der beiden Zweige der Mustaʿlīten.
Die Bohras in Südasien, darunter die Dawudi Bohras oder Dawuditen (Dawudiyya), beispielsweise sind Anhänger eines Sub-Zweiges der Tayyibi-Ismailiten.
Nach dem Tod des zwanzigsten Imams der Mustaʿlī-Ismailiten, des Fatimiden-Kalifen al-Āmir, erkannte die offizielle Mustaʿlī-Daʿwa in Kairo, zusammen mit der Mehrheit der Mustaʿlī-Ismailiten in Ägypten und Syrien und einigen Mustaʿlīten im Jemen, al-Hafiz, den Vetter von al-Āmir, als den nächsten Imam-Kalifen an, und nicht Tayyib Abi l-Qasim.
Für die ismailitischen Tayyibiten beginnt eine neue Periode der Verborgenheit nach der Ermordung des fatimidischen 20. Imams und Kalifen von Kairo al-Amir, im Jahr 1130. Diese Periode der Verborgenheit (Satr genannt) ist noch nicht abgeschlossen. Der letzte Imam ist Abu l-Qasim at-Tayyib.
Die Mehrzahl der Mustaʿlis glaubte, dass at-Tayyib entschwunden sei, er sich aber in einer Verborgenheit aufhalte wie der Mahdi, so wie es die Ismailiten ursprünglich von Muhammad ibn Ismail glaubten.
Die heutigen Mustaʿlīten sind alle Tayyibiten.
Die Mustaʿliten auf dem indischen Subkontinent sind als Bohras bekannt. Im Laufe der Zeit spalteten sich die Tayyibiten in Da’udi, Sulaymani und ʿAlavi-Zweige auf.

## Übersicht (Imame)
(siehe auch Liste der Imame der Ismailiten)
- 1. Hasan ibn ʿAlī († 670)
- 2. Al-Husain († 680)
- 3. ʿAlī ibn Husain Zain al-ʿĀbidīn († um 713)
- 4. Muhammad ibn ʿAlī al-Bāqir († um 733)
- 5. Dschaʿfar as-Sādiq († 765)
- 6. Ismail ibn Dschafar († 755)
- 7. Muhammed ibn Ismail
- 8. Aḥmad al-Wafī (geb. ʿAbd Allāh ibn Muḥammad ibn Ismāʿīl (al-Wafī)) († 829), 1. Da'i der ismailitischen Mission, nach ismailitischer Tradition, Sohn von Muḥammad ibn Ismāʿīl
- 9. Muḥammad at-Tāqī (geb. Aḥmad ibn ʿAbd Allāh ibn Muḥammad (at-Tāqī)) († 840), Sohn von ʿAbd Allāh ibn Muḥammad, 2. Da'i der ismailitischen Mission, nach ismailitischer Tradition;
- 10. ʿAbd Allāh ar-Raḍī/al-Zakī (geb. al-Ḥusayn ibn Aḥmad ibn ʿAbd Allāh (ar-Raḍī)) († 909), Sohn von Aḥmad ibn ʿAbd Allāh, 3. Da'i der ismailitischen Mission, nach ismailitischer Tradition;
- 11. Ubayd Allah al-Mahdi Billah († 934), Sohn von al-Ḥusayn ibn Aḥmad, 4. Da'i der ismailitischen Mission, proklamierte sich selbst als Imām (Mahdi), 1. Fatimiden-Kalif
- 12. Muhammad al-Qaim Bi-Amrillah († 946), Führer der Ismailis, proklamierte sich selbst als Imām, 2. Fatimiden-Kalif
- 13. Ismail al-Mansur († 953), 3. Fatimiden-Kalif
- 14. Maʿād al-Muʿizz li-Dīnillāh († 975), 4. Fatimiden-Kalif
- 15. Abū Manṣūr Nizār al-ʿAzīz billāh († 996), 5. Fatimiden-Kalif
- 16. Al-Ḥakīm bi-Amrillāh (verschwunden 1021), 6. Fatimiden-Kalif
- 17. ʿAlī az-Zāhir li-Iʿzāz Dīnillāh († 1036), Sohn von al-Hakim, 7. Fatimiden-Kalif
- 18. Abū Tamīm Ma'add al-Mustanṣir bi-llāh († 1094), Sohn von Ali az-Zahir, 8. Fatimiden-Kalif
- 19. al-Mustali († 1101)
- 20. al-Amir (1096–1130)
- 21. Abū l-Qāsim at-Taiyib